# Ujście (konchiologia)
Ujście – otwór powstały przez ostatnio wykształcone krawędzie skrętu (czyli kolejnego, pełnego – o 360°) zwoju muszli dookoła osi), który zapewnia wysuwanie głowy i nogi ślimaka.